# X Factor 5 Compilation
X Factor 5 Compilation è una compilation, pubblicata il 29 novembre 2011. Raccoglie i brani cantati dai concorrenti della quinta edizione di X Factor Italia.

## Tracce
1. Antonella Lo Coco – Eppur mi son scordato di te – 3:04 (Formula 3)
2. Cafè Margot – Easy Lover – 4:20 (Philip Bailey — Phil Collins)
3. Claudio Cera – My Immortal – 4:26 (Evanescence)
4. Davide Papasidero – Cuore – 3:33 (Rita Pavone)
5. Francesca Michielin – Whole Lotta Love – 4:05 (Led Zeppelin)
6. I Moderni – In the Air Tonight – 4:06 (Phil Collins)
7. Jessica Mazzoli – Caffè nero bollente – 4:17 (Fiorella Mannoia)
8. Le 5 – Birdland – 5:44 (Weather Report)
9. Nicole Tuzii – Listen – 3:41 (Beyoncé)
10. Rahma Hafsi – Blame It on the Boogie – 3:43 (The Jackson 5)
11. Valerio De Rosa – Come il sole all'improvviso – 3:55 (Zucchero Fornaciari)
12. Vincenzo Di Bella – Anna e Marco – 3:39 (Lucio Dalla)

## Classifica italiana
| Classifica | Posizione più alta |
| ---------- | ------------------ |
| FIMI       | 21                 |